# 森田陽一
森田 陽一（もりた よういち、1984年 - ）は、日本のライトノベル作家である。

## 概要
高校生の時から筋肉少女帯が好きだったことから大槻ケンヂの作品を読んでいた。大学生のときにサークルの部室に西尾維新の『ヒトクイマジカル』があったことから小説を読み始め、西尾維新、森博嗣、上遠野浩平、綾辻行人、清涼院流水などの作家の作品も読み始めた。アニメとしては『アキハバラ電脳組』『ノワール』『MADLAX』『CANAAN』などの作品を好きな作品として挙げている。2011年の第3回GA文庫大賞では『双子と幼なじみの四人殺し』で奨励賞を受賞した。

## 作品一覧
- 『双子と幼なじみの四人殺し』（イラスト: saitom、GA文庫〈SBクリエイティブ〉）
  1. 2011年12月15日[6]、ISBN 978-4-7973-6739-3
  2. 2012年3月15日[7]、ISBN 978-4-7973-6893-2
  3. 2012年8月11日[8]、ISBN 978-4-7973-6927-4
  4. 2013年1月15日[9]、ISBN 978-4-7973-7286-1
- 『中野キッドナップ・カンパニー』（イラスト: しらび、GA文庫〈SBクリエイティブ〉、2013年7月13日[10]、ISBN 978-4-7973-7344-8）
- 『簒奪王のレコンキスタ』（イラスト: 荻pote、GA文庫〈SBクリエイティブ〉）
  1. 2014年9月13日[11]、ISBN 978-4-7973-8097-2
  2. 2015年1月15日[12]、ISBN 978-4-7973-8119-1
  3. 2015年6月15日[13]、ISBN 978-4-7973-8319-5